# Boyd Lincoln Sloane
Boyd Lincoln Sloane ( 1885 - 1955 ) fue un botánico estadounidense, especialista en la familia de las cactáceas.

## Algunas publicaciones

### Libros
- boyd l. Sloane, alain c. White. 1933. The Stapelieae: An Introduction to the Study of This Tribe of Asclepiadaceae

- --------------------, --------------------. 1937. The Stapelieae. Ed. Pasadena: Abbey San Encino Press

- john r. Brown, alain c. White, boyd l. Sloane, george w. Reynolds (editor scott e. Haselton). 1939. Succulents for the Amateur. Ed. Abbey Garden Press. 167 pp.

- alain c. White, robert a. Dyer, boyd l. Sloane. 1941. The Succulent Euphorbieae. Ed. Abbey Garden Press. 990 pp.

- john robert Brown, alain campbell White, boyd l. Sloane, george w. Reynolds. 1946. Succulents for the amateur: introducing the beginner to more than eight hundred fascinating succulent plants. Eds. Scott Edson Haselton & Abbey Garden Press, 160 pp.

## Honores
En 1932 fue presidente de la "Cactus & Succulent Society of America".

### Eponimia
- (Asclepiadaceae) White-sloanea Chiov.[1]

- (Euphorbiaceae) Euphorbia sloanei L.C.Wheeler[2]
- La abreviatura «B.Sloane» se emplea para indicar a Boyd Lincoln Sloane como autoridad en la descripción y clasificación científica de los vegetales.[3]